# منتدى رياض سيف
منتدى رياض سيف ويُعرفُ كذلك باسم منتدى الحوار الوطني، هو منتدى سياسي أسّسهُ الناشط السوري رياض سيف وذلك لتشجيع السوريين على النقاش السياسي وقضية الحرية في سوريا. يُعتبر هذا المنتدى واحدا من اثنين من أشهر المنتديات في سوريا جنبًا إلى جنبٍ مع منتديات ربيع دمشق التي نشطَت خلالَ خلال فترة 2000-2001 في سوريا.
بعد وفاة الرئيس السوري حافظ الأسد في حزيران/يونيو 2000؛ عملَ سيف على تجميع المثقفين السوريين ورواد الأعمال لمناقشة «سوريا في ظل نظام ديمقراطي عادل». بدأ المنتدى بشكل بسيط حيث كان يجتمعُ أعضائه في غرفة معيشة سيف ثم كانوا يُناقشون مجموعة من المواضيع التي تهمُ سوريا بالدرجة الأولى بما في ذلك قضية حقوق الإنسان والتعددية هذا فضلا عن الحريات الأكاديمية وكيفية بناء المجتمع المدني. شهدَ هذا المنتدى على بداية ربيع دمشق واشتهر فيما بعد باسم منتدى الحوار الوطني حسبَ الصحفي روبن رايت. أعلنَ سيف في كانون الثاني/يناير 2001 اعتزامه إنشاء حزب سياسي جديد للتنافس مع حكم حزب البعث المنحل. عقد المنتدى ندوة/اجتماع في 5 أيلول/سبتمبر 2001. حضرَ عدة مئات من الأشخاص من قادة المعارضة السورية ثم دعوا إلى الإصلاح السياسي والانتخابات الديمقراطية ومناقشة تعديل الدستور وإصدار نداء من أجل حملة للعصيان المدني. بعد هذا مباشرة قامت أجهزة المخابرات السورية باعتقال سيف وتسعة آخرين من قادة المعارضة.
وفقا لهيومن رايتس ووتش فإن اثنين من أعضاء البرلمان وهما رياض سيف والمأمون الحمصي قد اتُهما «بمحاولة تغيير الدستور بوسائل غير مشروعة» و«التحريض على العنصرية والفتنة الطائفية». حكمت عليهما محكمة الجنايات بدمشق بالسّجن خمس سنوات، فيما أُحيلَ ثمانية نشطاء آخرين وهم رياض الترك، عارف دليلة، وليد البني، كمال اللبواني، حبيب صالح حسن سعد الدين، حبيب عيسى وفواز تلو إلى محكمة أمن الدولة العليا التي أصدرت أحكاما بالسجن بين سنتين وعشر سنوات. أُدين سيف بالتهم السابق ذكرها ثم حُكم عليه بالسجن لمدة خمس سنوات وأفرج عنه في كانون الثاني/يناير 2006.